# Fine Feathered Friend
«Пернатый друг» (англ. Fine Feathered Friend) — восьмой эпизод в серии короткометражек «Том и Джерри». В этой серии Джерри находит себе защитницу в виде курицы. Эпизод был выпущен 10 октября 1942 года. Во время создания мультфильма к команде присоединился аниматор Кеннет Мьюз из Дисней.

## Сюжет
Камера показывает нам амбар. Джерри пробует извлечь сыр из мышеловки, однако попадается в неё. Том выходит из-за убежища, и начинается погоня за Джерри, который поймал хвост в мышеловку. Неожиданно, Джерри останавливает Тома, вытаскивает хвост из мышеловки, даёт Тому сыр и скрывается за углом. Вбежавший за угол Том едва не попадается на ножницы, которыми Джерри старался его напугать. Джерри продолжает убегать от кота и ныряет под сидящую на гнезде с яйцами курицу. Том подсовывает руку под курицу, пытаясь извлечь Джерри.
Разбуженная курица видит Тома и выгоняет его из сарая. Курица вновь садится на гнездо вместе с Джерри. Джерри съедает сыр и бежит к выходу из амбара, однако там его ожидает Том. Джерри снова ныряет под курицу, и дальше действие идёт по аналогии с первым разом, когда Том пытался извлечь мышь. Джерри обмахивается одним из перьев курицы, как веером, так как под курицей весьма жарко. Пока Том возвращается, чтоб отловить Джерри, в ходе попытки он наступает на миску с кормом. Проснувшаяся курица оглядывается назад и видит переодетого под доярку Тома. Курица пожимает плечами и снова ложится спать. Через некоторое время Том снова пробует извлечь Джерри из-под курицы, однако случайно берет одно из её яиц, и курица снова прогоняет кота. После этого курица, перед высиживанием, собирает свои яйца как бильярдные шары с помощью треугольника.
Том кладёт мышеловку под курицу, однако Джерри ставит её под хвост кота. Том слышит звук мышеловки, глядит, кого же он поймал, понимает, что это его хвост и кричит от боли. После этого Том прячется в маслобойке, подходит к курице и исподтишка колет её в зад вилкой, и пока та взмывает в воздух, выпуская крик боли, кот разыскивает Джерри, разбирая яйца. На 3-й раз курица снимает с Тома маслобойку, пока тот ведет подготовку к удару, и имитирует крик. Пока Том думает, что курица взмыла, та втыкает в Тома вилку, садится на кота, и едет на нём, как на лошади. Вдруг находится, что вылупились птенцы. Курица отпускает Тома и отправляется с детьми на прогулку. Джерри маскируется под цыплёнка и пробует слиться с другими, однако 1 из цыплят принимает хвост Джерри за червя, но мышонок ловко освобождается. Том смотрит через дырку на ряд цыплят, и (почти) немедленно понимает, что посреди них Джерри. Мышь этим пользуется и бьет Тома в зад. Том всё понимает и становится у дыры в амбаре. Кот ловит одного из прохожих, думая, что поймал мышонка, убегает далеко от амбара, открывает руку и обнаруживает, что это цыпленок. Тот кличет маму, приходит курица и надевает на Тома ведро.
Джерри идёт вместе с другими цыплятами. Они пересекаются со стаей уток и Джерри идет за утками. Забывшись, мышонок входит вместе с утятами в воду и чуть не тонет. В скором времени ему приходится снова убегать от Тома. Трюк с ножницами снова не срабатывает, затем Том берет ножницы и пробует разрезать Джерри на бегу. Том увлекается и случайно отрезает все перья на хвосте у курицы, которая, ничего не подозревая, пьет воду. Курица в дикой ярости выхватывает у кота ножницы и обрезает его шерсть. В скором времени нам показывают, что обмотанный бинтами Том сторожит сарай, в коем отдыхает курица с цыплятами и мышонком - тот как раз достает табличку "Не беспокоить!" (в другой версии он просто машет ему рукой). В ожидании, пока перья на хвосте снова отрастут, курица приспособила себе вместо хвоста веник, чтоб не ходить с голым задом.

## Факты
- Это — первый раз, когда Джерри находит себе защитника (здесь эту роль выполняет курица, но она не защищает мышонка сознательно, так как занята своими детьми).
- Во время разработки мультфильма к команде присоединился аниматор Кеннет Мьюз из Дисней.